# Laurent Malet
Laurent Marie Guespin-Malet (ur. 3 września 1955 r. w Bajonnie w departamencie Pyrénées-Atlantiques) – francuski aktor teatralny, filmowy i telewizyjny, reżyser i scenarzysta.

## Życiorys

### Wczesne lata
Urodził się w Bajonnie dwadzieścia minut wcześniej od brata bliźniaka Pierre’a jako syn Florence i fotografa Jeana-Jacques’a. Miał cztery lata, kiedy rodzice rozwiedli się. W kwietniu 1963 r. matka ponownie wyszła za mąż za reżysera i scenarzystę Norberta Carbonnauxa, który ma wpływ na zainteresowanie sztuką wśród dwóch pasierbów.
Uczęszczał na prywatne kursy prowadzone przez Tsillę Chelton, a wśród studentów znaleźli się m.in.: Gérard Jugnot, Michel Blanc, Thierry Lhermitte, Christian Clavier i Valérie Mairesse. Następnie uczęszczał przez dwa lata do ENSATT (École nationale supérieure des arts et techniques du théâtre).

### Kariera
W 1976 zadebiutował na scenie Théâtre des Célestins w Lyon w roli Troilosa, nieśmiałego młodego miłośnika koni trojańskich w sztuce Jeana Giraudouxa Wojny trojańskiej nie będzie z Claude Jade. Pojawił się po raz pierwszy na ekranie w dramacie kryminalnym Jak bumerang (Comme un boomerang, 1976) u boku Alaina Delona. Później zagrał w Drogi na południe (Les Routes du sud).

### Życie prywatne
W 1987, podczas kursów w Théâtre des Amandiers, poznał Isabelle Renauld, z którą ma syna Théo (ur. 1988).

## Wybrana filmografia

### Filmy fabularne
- 1976: Jak bumerang (Comme un boomerang) jako pierwszy syn Feldmana
- 1976: Oświecenia (Le siècle des lumières, TV) jako Strona
- 1977: Targi (La foire, TV) jako Pierre
- 1978: Haro jako Jill
- 1978: Więzy krwi (Les liens de sang) jako Andrew Lowery
- 1978: Drogi na południe (Les Routes du sud) jako Laurent Larréa
- 1979: Bobo Jacco jako Jacco
- 1979: Gniewny człowiek (L’Homme en colère) jako Julien Dupre
- 1980: Legia skacze na Kolwezi (La Légion saute sur Kolwezi) jako Damrémont
- 1980: Le coeur à l'envers jako Julien
- 1982: Quinta donna (La quinta donna, TV) jako Gaspard Senna (1982)
- 1982: Zaproszenie do podróży (Invitation au voyage) jako Lucien
- 1982: Querelle (Querelle – Ein Pakt mit dem Teufel) jako Roger Bataille
- 1982: Pełnia księżyca (Pleine lune) jako Martin Peyrol
- 1984: À mort l'arbitre jako Teddy
- 1984: Niech żyje życie! (Viva la vie!) jako Laurent Perrin
- 1984: Tir à vue jako Richard
- 1985: Parking jako Calaïs
- 1986: Purytanka (La Puritaine) jako François
- 1986: Miecz Gideona (Sword of Gideon, TV) jako Jean
- 1987: La part de l'autre jako Romain
- 1987: Droga Ameryko: Listy z Wietnamu (Dear America: Letters Home from Vietnam) jako narrator
- 1987: Charlie Dingo jako Mathieu
- 1988: Biesy (Les Possédés) jako Killirov
- 1992: Pierwszy krąg (Le Premier Cercle, TV) jako Valadine Innokenti
- 1995: Arthur Rimbaud przygoda w Abisynii (L’homme aux semelles de vent) jako Arthur Rimbaud
- 1997: Marion du Faouët (TV) jako
- 1999: Najpiękniejszy kraj na świecie (Le plus beau pays du monde) jako komisarz dzielnicy
- 2000: Wyimaginowane zmagania miłosne (Combat d’amour en songe) jako Paul / ojciec (głos)
- 2001: Le prix de la vérité (TV) jako Josselin Fabre
- 2001: Des croix sur la mer (TV) jako Jean Palu
- 2003: Ten dzień (Ce jour-la) jako Roland
- 2004: Miłośnicy kolonii karnej (Les amants du bagne, TV) jako Camille Desfeuilles
- 2005: Galilée ou L'amour de Dieu (TV) jako Beneto Castelli
- 2008: Bank Nucingena (La maison Nucingen) jako Bastien
- 2014: La voyante (TV) jako Michel Perrin

### Seriale TV
- 1977: Spotkanie w czerni (Rendez-vous en noir) jako Alex
- 1977: Sędzia, policjant (Un juge, un flic) jako François Santis
- 1979: Histoires insolites jako Mitch
- 1981: Les dossiers de l'écran jako Pierre Chabrier
- 1983: Capitaine X
- 1984: Serce (Cuore) jako Enrico Bottini
- 1988: Non basta una vita
- 1989: The Free Frenchman jako Michel le Fresne
- 1993: La grande collection jako Jérôme Ripois
- 1994: La grande collection jako Alain Rebours
- 1997: Królowa złodziei (Marion du faouet – chef de volerus) jako Olivier
- 2008: Komisarz Cordier (Commissaire Cordier) jako Frédéric Meyer